# RH Plus
RH Plus (ＲＨプラス?) è una serie televisiva basata su un manga shōnen-ai creato da Ayako Suwa e pubblicato a partire dal 2006. Il dorama invernale che ne è stato tratto è andato in onda nel 2008 in 13 puntate di 25 minuti ciascuna su Tokyo MX.

## Trama
La storia segue le quotidiane avventure terrene d'un gruppo di quattro giovani vampiri che convivono in un antico palazzo.
Kiyoi è il maggiore e si prende, per così dire, cura dei compagni in qualità di tutor; Masakazu è uno studente universitario un po' strambo addetto a raccogliere informazioni dalla polizia riguardo casi insoluti o difficili; mentre Ageha e Makoto frequentano la stessa scuola superiore.
Insieme combattono attivamente le attività criminali umane perché, facendo il bene del mondo, gli è permesso di continuar a viverci in qualità di esseri umani; debbono però star sempre ben attenti a che nessuno scopra la loro vera origine e identità.
Pian piano tra di loro iniziano a sbocciare però forti sentimenti amorosi che vengono a complicare le relazioni reciproche già esistenti.

## Protagonisti
- Yuu Miura - Nogami Makoto: 16 anni, compagno di scuola di Aheha.
- Rakuto Tochihara - Seto Ageha: 16 anni, carino come una ragazza, è il più gentile ed aggraziato del gruppo.
- Naoya Ojima - Tamura Masakazu
- Hassei Takano (高野八誠) - Kiyoi
- Haruka Tomatsu (戸松 遥) - Misaki Ami
- Rei Fujita - Konoe Haruka
- Kentaro Miyagi (宮城健太郎) - Michitaka
- Kohei Murakami - padre di Nogami
- Maika Miyashita (ep4)
- Erena Abe (ep7)